# Ferdinand Schichau
Ferdinand Schichau (Elbing, 30 gennaio 1814 – Elbing, 23 gennaio 1896) è stato un ingegnere e imprenditore tedesco, fondatore dell'azienda Schichau-Werke.

## Biografia
Nato a Elbing, nella Prussia Occidentale (oggi Elbląg in Polonia) dopo avere studiato ingegneria a Berlino e visitato la Renania, nel 1837 impiantò ad Elbing, la sua città, un'industria meccanica, successivamente nota con il nome di F. Schichau GmbH, Maschinen-und Lokfabrik, Elbing (tedesco: F. Schichau s.r.l. Fabbrica di macchine e locomotive, Elbing) nella quale venne avviata la produzione di presse idrauliche ed escavatori. Nel 1841 nella fabbrica venne costruita la prima draga di fabbricazione tedesca. Nel 1860 nella fabbrica ebbe inizio la produzione delle prime locomotive per le Ferrovie orientali prussiane. Nel 1867 la produzione di locomotive venne avviata su vasta scala e, tre anni dopo, l'impianto venne collegato alla rete ferroviaria.
Alla fine del 1852, a Elbing venne allestito un cantiere navale separato, entrato in funzione nel 1854, noto come Schichau Elbinger Dampfschiffs-Reederei, dove nel 1855 fu varato il Borussia, il primo piroscafo a elica prodotto in Prussia. Borussia è il nome latino della Prussia. Il cantiere venne poi ampliato e nel 1872 Schichau acquistò il cantiere vicino a Mitzlaff, sempre a Elbing. Dal 1877 il cantiere navale produsse navi per la Kaiserliche Marine, la Marina dell'Impero tedesco, specializzandosi nella produzione di torpediniere e successivamente di cacciatorpediniere, sia per la Kaiserliche Marine, sia per marine straniere. 

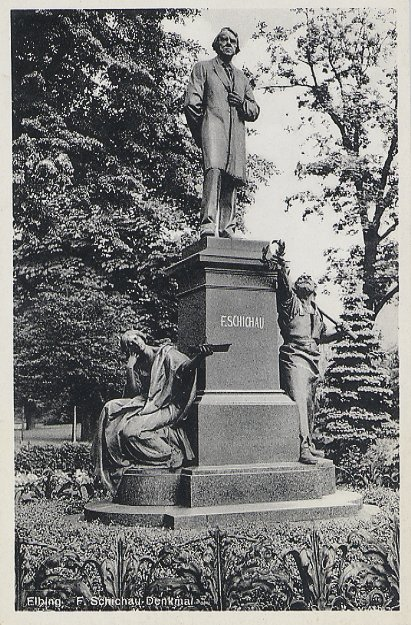
Il monumento a Schichau a Elbing

Poiché la posizione del cantiere sul fiume Elbing limitava le dimensioni delle navi che potevano essere costruite, nel 1889 Schichau costruì un piccolo cantiere di riparazioni a Pillau (oggi Baltijsk) vicino a Königsberg. Nello stesso anno Ferdinand Schichau acquistò a Danzica un terreno di 50 ettari vicino al Cantiere Imperiale, dove a partire dal 1890 venne avviata la costruzione di un cantiere navale, che divenne lo stabilimento Schichau Werft, entrato in funzione nel 1892, con la prima nave, una corvetta per la Kaiserliche Marine, varata nel 1893 alla presenza del Kaiser Guglielmo II.
Alla morte di Ferdinando Schichau, nel 1896, l'azienda contava 4000 lavoratori e il suo patrimonio privato valutato 30 milioni di Goldmark.

Dopo la sua morte i lavoratori e i dirigenti del cantiere hanno fatto erigere davanti all'edificio principale di Elblag un monumento creato dallo scultore berlinese Wilhelm Haverkamp, inaugurato il 18 novembre 1900. Su un alto piedistallo c'era la statua di Schichau, a sinistra un operaio in piedi con un martello sulle spalle che gli porge una corona di alloro e a destra la Musa Clio si seduta con un modello della nave Borussia in mano. La figura di Clio è stata poi aggiunta come logo nella carta intestata della Società degli amici e sostenitori (tedesco: Gesellschaft der Freunde und Förderer) dell'istituto di ricerca navale di Amburgo.
L'attività aziendale venne proseguita da suo genero Carl Heinrich Ziese, sotto la cui guida, l'azienda divenne la più grande impresa industriale nei territori orientali dell'Impero tedesco.
Dopo la morte di Zieze, nel 1917, lo svedese Carl Carlson, marito dell'unica figlia di Ziese, Hildegard, si occupò della gestione dell'azienda e dopo la sua morte nel 1924, la sua vedova guidò da sola l'azienda, che era stata del padre e del nonno fino alla morte, avvenuta nel 1927. L'azienda, pur mantenendo la denominazione Schichau, venne statalizzata nel 1929 dopo aver liquidato gli eredi di Carlson.
Al termine della seconda guerra mondiale con il passaggio di Elbing e Danzica alla Polonia la memoria di Ferdinand Schichau venne cancellata. La strada di Elbing intitolata a Ferdinand Schichau (Schichaustraße) venne rinominata ulica Stoczniowa (via dei cantieri), e la sua statua distrutta. Soltanto dopo la fine della guerra fredda i suoi meriti imprenditoriali stati riscoperti in Polonia.